# 14e cérémonie des Screen Actors Guild Awards
La 14e cérémonie des Screen Actors Guild Awards, décernés par la Screen Actors Guild, a eu lieu le 27 janvier 2008, et a récompensé les acteurs et actrices du cinéma et de la télévision ayant tourné en 2007.

## Palmarès et nominations

### Cinéma

#### Meilleur acteur dans un premier rôle
- Daniel Day-Lewis pour le rôle de Daniel Plainview dans There Will Be Blood
  - George Clooney pour le rôle de Michael Clayton dans Michael Clayton
  - Ryan Gosling pour le rôle de Lars Lindstrom dans Une fiancée pas comme les autres (Lars and the Real Girl)
  - Emile Hirsch pour le rôle de Christopher McCandless dans  Into the Wild
  - Viggo Mortensen pour le rôle de Nikolai Luzhin dans Les Promesses de l'ombre (Eastern Promises)

#### Meilleure actrice dans un premier rôle
- Julie Christie pour le rôle de Fiona Anderson dans Loin d'elle (Away from Her)
  - Cate Blanchett pour le rôle de la reine Élisabeth Ire dans Elizabeth : L'Âge d'or (Elizabeth: The Golden Age)
  - Marion Cotillard pour le rôle d'Édith Piaf dans La Môme
  - Angelina Jolie pour le rôle de Mariane Pearl dans Un cœur invaincu (A Mighty Heart)
  - Elliot Page pour le rôle de Juno MacGuff dans Juno

#### Meilleur acteur dans un second rôle
- Javier Bardem pour le rôle d'Anton Chigurh dans No Country for Old Men
  - Casey Affleck pour le rôle de Robert Ford dans L'Assassinat de Jesse James par le lâche Robert Ford (The Assassination of Jesse James by the Coward Robert Ford)
  - Hal Holbrook pour le rôle de Ron Franz dans Into the Wild
  - Tommy Lee Jones pour le rôle du Shérif Ed Tom Bell dans No Country for Old Men
  - Tom Wilkinson pour le rôle d'Arthur Edens dans Michael Clayton

#### Meilleure actrice dans un second rôle
- Ruby Dee pour le rôle de Mama Lucas dans American Gangster
  - Cate Blanchett pour le rôle de Jude Quinn dans I'm Not There
  - Catherine Keener pour le rôle de Jan Burres dans Into the Wild
  - Amy Ryan pour le rôle de Helene McCready dans Gone Baby Gone
  - Tilda Swinton pour le rôle de Karen Crowder dans Michael Clayton

#### Meilleure distribution
- No Country for Old Men
  - 3 h 10 pour Yuma
  - American Gangster
  - Hairspray
  - Into the Wild

#### Meilleure équipe de cascadeurs
- La Vengeance dans la peau (The Bourne Ultimatum)
  - 300
  - Je suis une légende (I Am Legend)
  - Pirates des Caraïbes : Jusqu'au bout du monde (Pirates of the Caribbean: At World's End)
  - Le Royaume (The Kingdom)

### Télévision
Note : le symbole « ♕ » rappelle le gagnant de l'année précédente (si nomination).

#### Meilleur acteur dans une série dramatique
- James Gandolfini pour le rôle de Tony Soprano dans Les Soprano (The Sopranos)
  - Michael C. Hall pour le rôle de Dexter Morgan dans Dexter
  - Jon Hamm pour le rôle de Don Draper dans Mad Men
  - Hugh Laurie pour le rôle du Dr Gregory House dans Dr House (House) ♕
  - James Spader pour le rôle d'Alan Shore dans Boston Justice (Boston Legal)

#### Meilleure actrice dans une série dramatique
- Edie Falco pour le rôle de Carmela Soprano dans Les Soprano (The Sopranos)
  - Glenn Close pour le rôle de Patty Hewes dans Damages
  - Sally Field pour le rôle de Nora Holden-Walker dans Brothers and Sisters
  - Holly Hunter pour le rôle de Grace Hanadarko dans Saving Grace
  - Kyra Sedgwick pour le rôle de Brenda Leigh Johnson dans The Closer

#### Meilleur acteur dans une série comique
- Alec Baldwin pour le rôle de Jack Donaghy dans  30 Rock ♕
  - Steve Carell pour le rôle de Michael Scott dans The Office
  - Ricky Gervais pour le rôle de Andy Millman dans Extras
  - Jeremy Piven pour le rôle de Charlie Harper dans Entourage
  - Tony Shalhoub pour le rôle d'Adrian Monk dans Monk

#### Meilleure actrice dans une série comique
- Tina Fey pour le rôle de Liz Lemon dans 30 Rock
  - Christina Applegate pour le rôle de Samantha Newly dans Samantha qui ? (Samantha Who?)
  - America Ferrera pour le rôle de Betty Suarez dans Ugly Betty ♕
  - Mary-Louise Parker pour le rôle de Nancy Botwin dans Weeds
  - Vanessa L. Williams pour le rôle de Wilhelmina Slater dans Ugly Betty

#### Meilleure distribution pour une série dramatique
- Les Soprano (The Sopranos)
  - Boston Justice (Boston Legal)
  - Grey's Anatomy ♕
  - Mad Men
  - The Closer

#### Meilleure distribution pour une série comique
- The Office ♕
  - Desperate Housewives
  - Entourage
  - 30 Rock
  - Ugly Betty

#### Meilleur acteur dans un téléfilm ou dans une minisérie
- Kevin Kline pour le rôle de Jaques dans As You Like It
  - Michael Keaton pour le rôle de James Jesus Angleton dans The Company
  - Oliver Platt pour le rôle de George Steinbrenner dans The Bronx Is Burning
  - Sam Shepard pour le rôle de Frank Whiteley dans Ruffian (2008)
  - John Turturro pour le rôle de Billy Martin dans The Bronx Is Burning

#### Meilleure actrice dans un téléfilm ou dans une minisérie
- Queen Latifah pour le rôle d'Ana Walace dans Life Support
  - Ellen Burstyn pour le rôle de Posey dans For One More Day
  - Debra Messing pour le rôle de Molly Kagan dans Starter Wife (The Starter Wife)
  - Anna Paquin pour le rôle de Elaine Goodale dans Bury My Heart at Wounded Knee
  - Vanessa Redgrave pour le rôle de la femme dans The Fever
  - Gena Rowlands pour le rôle de Melissa Eisenbloom dans Des fleurs en hiver (What If God Were the Sun?)

#### Meilleure équipe de cascadeurs dans une série télévisée
- 24 heures chrono (24)
  - Heroes
  - Lost : Les Disparus (Lost)
  - Rome
  - The Unit : Commando d'élite (The Unit)

### Screen Actors Guild Life Achievement Award
- Charles Durning

## Récompenses et nominations multiples

### Nominations multiples

#### Cinéma
4 : Into the Wild
3 : Michael Clayton, No Country for Old Men
2 : American Gangster

#### Télévision
3 : Les Soprano, 30 Rock, Ugly Betty
2 : Boston Justice, Mad Men, The Closer, Entourage, The Office

### Personnalités
2 : Cate Blanchett

### Récompenses multiples

#### Cinéma
2/3 :  No Country for Old Men

#### Télévision
3/3 : Les Soprano
2/3 : 30 Rock